# Aristobulo I
Aristobulo (latino: Aristobulus; ... – 103 a.C.) è stato un sovrano e sacerdote ebreo antico, fu Re di Giudea e Sommo sacerdote dal 104 al 103 a.C., appartenente alla dinastia degli Asmonei e primo tra loro a farsi riconoscere come re.

## Biografia
Il maggiore dei figli di Giovanni Ircano I, Aristobulo fu il primo ad utilizzare il titolo di re: secondo le scritture ebraiche, infatti, solo i discendenti della casata di Davide avevano il diritto di essere Re di Israele.
Secondo il volere di Ircano, il regno sarebbe dovuto passare a sua moglie, mentre Aristobulo avrebbe dovuto ricevere solo il sommo sacerdozio; Aristobulo, invece, fece imprigionare la madre e la fece morire di fame. Dopo appena un anno di regno, però, morì di malattia.
La sua politica fu in opposizione ai Farisei, che perseguitò senza pietà.
La vedova di Aristobulo, Shelomit (Salomé) Alexandra, liberò tre fratelli di Aristobulo dal carcere: il più anziano di questi, Alessandro Ianneo, divenne re.